# 九龍巴士72線
九龍巴士72線是香港的一條巴士路線，來往太和及長沙灣。72線是现時唯一途經除大窩段以外的大埔公路全路段的巴士路線。

## 歷史
- 1973年7月16日：來往上水及佐敦道碼頭的19A分拆成3條路線，本線是其中一條，最初來往大埔墟及大角咀碼頭，是第一條以大埔區為總站的來往市區對外路線。
- 1983年9月4日：為配合72M（當日改稱72B）延長至大角咀碼頭，本線總站遷往深水埗碼頭。
- 1991年8月10日：配合72B停止服務，回歸大角咀碼頭及延長至太和。
- 1995年5月8日：總站遷往大角咀新填海區的臨時總站。
- 1998年7月19日：總站遷往奧運站。
- 2000年7月9日：總站遷往柏景灣。
- 2002年7月6日：由於往來大埔墟及旺角西的巴士服務已有72X線，總站遷往長沙灣，來往大角咀的服務由31B的轉乘計劃取代，同時服務深水埗、長沙灣及荔枝角。
- 2002年11月16日：增派空調巴士行走。
- 2008年9月29日：由於大圍往西九龍區已有收費較便宜的86B提供服務（該線已於2012年12月1日因286X開辦而取消），而大埔往大圍亦有收費較便宜的72A，本線往長沙灣方向，由於青沙公路興建，需多次在大圍區改道行走，導致路線相當迂迴，故當日起本線往長沙灣方向不再停大圍及美林邨。
- 2008年12月7日：隨着70線於2008年12月7日起永久停駛，九巴由當日起增闢本線與73、74A及81的轉乘優惠以取代70線。和增設本線與6、6A（已取消）的轉乘計劃，填補多年來本線來往太子及旺角的空白。
- 2009年9月27日：本線聯同81及86B線往九龍方向加停大埔公路近沙田嶺路新巴士站，來回方向之豐樂別墅站更名為大埔道眺望處。
- 2010年11月22日：本線聯同81、86B及272P線途經的北九龍裁判處站改名為薩凡納藝術設計學院。
- 2011年9月26日：提升至全空調巴士服務[1]。
- 2012年8月18日：本線聯同81、86B及272P線途經的薩凡納藝術設計學院站改名為薩凡納藝術設計大學（香港）。
- 2013年3月24日：往長沙灣方向，本線提早設立分段收費，由石梨貝水塘收$6.5，原本該分段收費由薩凡納藝術設計大學（香港）開始。由石梨貝水塘登車乘客，除非前往美孚，不再需乘81再轉乘6號。
- 2015年6月27日：增設到站時間預報。[2]

## 服務時間及班次
| 太和開           | 太和開                     | 太和開                     | 長沙灣開              | 長沙灣開                   | 長沙灣開                   |
| 日期             | 開出時間                   | 班次（分鐘）               | 日期                  | 開出時間                   | 班次（分鐘）               |
| ---------------- | -------------------------- | -------------------------- | --------------------- | -------------------------- | -------------------------- |
| 星期一至五       | 05:50-06:30                | 20                         | 星期一至五            | 06:00                      | 06:00                      |
| 星期一至五       | 06:30-08:00                | 15                         | 星期一至五            | 06:25-08:25                | 30                         |
| 星期一至五       | 08:00-09:00                | 20                         | 星期一至五            | 08:25-09:15                | 25                         |
| 星期一至五       | 09:00-10:15                | 25                         | 星期一至五            | 09:15-15:35                | 20                         |
| 星期一至五       | 10:15-16:15                | 20                         | 星期一至五            | 16:00、16:25、16:45、17:05 | 16:00、16:25、16:45、17:05 |
| 星期一至五       | 16:30、16:50、17:10、17:35 | 16:30、16:50、17:10、17:35 | 星期一至五            | 17:25-18:10                | 15                         |
| 星期一至五       | 17:55-23:45                | 25                         | 星期一至五            | 18:10-19:50                | 20                         |
| 星期一至五       | 00:05                      | 00:05                      | 星期一至五            | 20:15                      | 20:15                      |
|                  |                            |                            | 星期一至五            | 20:35-00:20                | 25                         |
| 星期六           | 05:50-06:40                | 25                         | 星期六、日 及公眾假期 | 06:00-07:30                | 30                         |
| 星期六           | 07:00                      | 07:00                      | 星期六、日 及公眾假期 | 07:55                      | 07:55                      |
| 星期六           | 07:20-08:20                | 15                         | 星期六、日 及公眾假期 | 08:20-19:20                | 20                         |
| 星期六           | 08:40、09:00、09:25        | 08:40、09:00、09:25        | 星期六、日 及公眾假期 | 19:20-00:20                | 25                         |
| 星期六           | 09:50-20:10                | 20                         |                       |                            |                            |
| 星期六           | 20:10-23:05                | 25                         |                       |                            |                            |
| 星期六           | 23:05-00:05                | 30                         |                       |                            |                            |
| 星期日及公眾假期 | 05:50-20:10                | 20                         |                       |                            |                            |
| 星期日及公眾假期 | 20:10-23:05                | 25                         |                       |                            |                            |
| 星期日及公眾假期 | 23:05-00:05                | 30                         |                       |                            |                            |

## 收費
全程：$10.6
- 石梨貝水塘往長沙灣：$7.5
- 樟樹灘往太和：$6.4
- 廣福邨往太和：$5.2

| - 本線設有12歲以下小童及65歲或以上長者半價優惠。 - 65歲或以上香港居民使用「樂悠咭」，以及12歲以下合資格殘疾兒童使用「殘疾人士身份」個人八達通繳付車資，均可享有每程$2.0或半價（以較低者為準）的票價優惠；12至64歲合資格殘疾人士使用「殘疾人士身份」個人八達通（包括「樂悠咭」），以及60至64歲香港居民使用「樂悠咭」繳付車資，均可享有每程$2.0或全費（以較低者為準）的票價優惠。 - 65歲或以上長者如使用長者或一般個人八達通繳付車資，則只可享有半價優惠；12至64歲合資格殘疾人士如不使用「殘疾人士身份」個人八達通，以及60至64歲人士如不使用「樂悠咭」繳付車資，必須繳付全費。 - 乘客可以現金或八達通於上車時付款，不設找續。 - 每位成人乘客可免費攜帶最多兩名4歲以下而不佔座位的兒童乘客乘車，超額之4歲以下小童必須繳付小童車費乘車。 - 持有「九巴月票」之乘客在車票有效期內，每日可享最多10程任何九龍巴士及龍運巴士路線（包括本路線，以及聯營路線的九龍巴士／龍運巴士提供的班次；惟乘搭機場「A」及「NA」線則可享原價二七折優惠（不會計算每天10次合資格車程））；而B1線則每日可享最多各2程（不會計算每天10次合資格車程）。 - 九龍巴士、城巴、龍運巴士及陽光巴士全職員工及家屬（不包括外判職員）可免費乘搭本路線，惟必須拍職員或職員家屬八達通。 - 乘客亦可透過多元化電子支付系統（e度嘟）繳付車資，包括使用非接觸式VISA卡、JCB卡、萬事達卡、銀聯卡、美國運通、大來國際、Discover Card、Apple Pay、Google Pay、Samsung Pay、AlipayHK「易乘碼」、支付寶、WeChatHK／微信支付「搭車碼」、銀聯雲閃付「乘車碼」及BOC Pay「乘車碼」。乘客使用此付款方式，使用此支付方式的乘客可享有中途下車之分段收費，以及與其他九巴／龍運獨營路線或聯營線九巴／龍運班次之轉乘優惠，惟不適用於與非九巴／龍運路線之轉乘優惠，亦不能享有「公共交通費用補貼計劃」及「長者及合資格殘疾人士公共交通票價優惠計劃」。 |

### 八達通轉乘優惠
乘客登上本線後150分鐘內以同一張八達通卡轉乘以下路線，或從以下路線登車後150分鐘內以同一張八達通卡轉乘本線，次程可獲車資折扣優惠：
72←→6、6C
- 72往長沙灣 → 6往尖沙咀碼頭，次程可獲$4.2折扣優惠
- 6往荔枝角 → 72往太和，次程可獲$4.2折扣優惠
- 6往尖沙咀碼頭 → 72往太和，次程可獲$5.1折扣優惠
- 72往長沙灣 → 6往荔枝角或6C往美孚，次程可獲$5.1折扣優惠
- 6C往九龍城碼頭 → 72往太和，次程可獲$5.8折扣優惠

72←→31B，次程可獲$5.8折扣優惠
- 72往長沙灣 → 31B往奧運站
- 31B往石籬 → 72往太和

72←→71K，次程可獲$4.2折扣優惠；若在同一日內採用該轉乘組合來回，可額外獲$2.8折扣
- 72往太和 → 71K往太和
- 71K往大埔墟站 → 72往長沙灣

72←→73，次程可獲$6.8折扣優惠；若在同一日內採用該轉乘組合來回，可額外獲$2.8折扣
- 72往太和 → 73往華明
- 73往大埔 → 72往長沙灣

72←→74A，若在同一日內採用該轉乘組合來回，可額外獲$5折扣
- 72往長沙灣 → 74A往啟業，次程可獲$9.6折扣優惠
- 74A往太和 → 72往太和，次程可獲$9.3折扣優惠

72←→81
- 72往長沙灣 → 81往佐敦，次程車資全免
- 81往禾輋 → 72往太和，次程可獲$8.8折扣優惠

## 使用車輛
本路線是大埔區唯一不途經隧道來往九龍市區的全日對外巴士路線，亦曾是唯一使用12米雙層巴士行走大埔公路（大埔至沙田段）的路線，直至九龍巴士73A線及九龍巴士72A線於2017年加入12米雙層巴士為止。
本線現時使用11輛亞歷山大丹尼士Enviro 500 MMC 12米（ATENU）雙層空調巴士。
| 車隊編號  | 車牌   |
| --------- | ------ |
| ATENU1020 | UC4283 |
| ATENU1021 | UC4331 |
| ATENU1028 | UC5066 |
| ATENU1130 | UH3695 |
| ATENU1228 | UT4639 |
| ATENU1229 | UT4821 |
| ATENU1546 | VR3493 |
| ATENU1563 | VR6044 |
| ATENU1565 | VR5241 |
| ATENU1566 | VR5685 |
| ATENU1592 | VS3872 |

## 行車路線

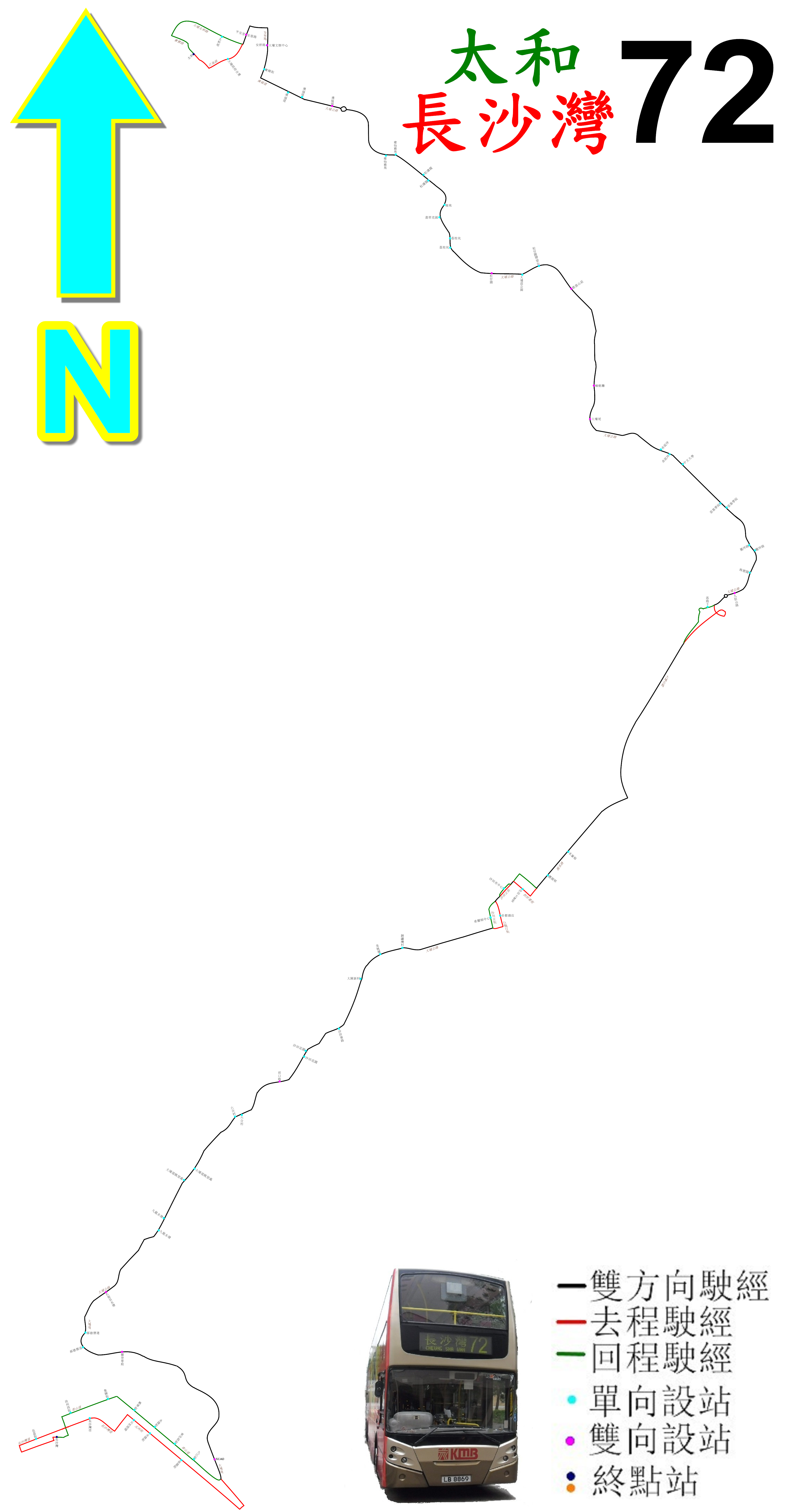
72路線的走線圖

太和開經：寶雅路、汀角路、安慈路、安祥路、寶鄉橋、寶鄉街、廣福道、大埔公路（元州仔段、大埔滘段、馬料水段、沙田段）、源禾路、擔杆埔街、沙田正街、白鶴汀街、沙田正街、大埔公路—大圍段、青沙公路、大埔公路（沙田嶺段、琵琶山段）、大埔道、青山道、欽州街、元州街、興華街、長沙灣道、甘泉街及長順街。
長沙灣開經：長順街、大南西街、青山道、大埔道、大埔公路（琵琶山段、沙田嶺段）、青沙公路、美田路、大圍道、大埔公路—大圍段、沙田正街、沙田市中心巴士總站、沙田正街、橫壆街、源禾路、大埔公路（沙田段、馬料水段、大埔滘段、元州仔段）、廣福道、寶鄉街、寶鄉橋、安祥路、安慈路、汀角路、大埔太和路及寶雅路。

### 沿線車站
| 太和開 | 太和開                | 太和開             | 長沙灣開 | 長沙灣開       | 長沙灣開           |
| 序號   | 車站名稱              | 位置               | 序號     | 車站名稱       | 位置               |
| ------ | --------------------- | ------------------ | -------- | -------------- | ------------------ |
| 1      | 太和巴士總站          | 太和巴士總站       | 1        | 長沙灣巴士總站 | 長沙灣巴士總站     |
| 2      | 大埔政府合署          | 汀角路             | 2        | 汝州西街       | 青山道             |
| 3      | 平安里                | 汀角路             | 3        | 集輝街         | 青山道             |
| 4      | 大埔文娛中心          | 安祥路             | 4        | 興華街         | 青山道             |
| 5      | 寶鄉街                | 寶鄉街             | 5        | 永隆街         | 青山道             |
| 6      | 廣福道轉車站-運頭角里 | 廣福道             | 6        | 東沙島街       | 青山道             |
| 7      | 廣福邨                | 大埔公路－元洲仔段 | 7        | 九江街         | 青山道             |
| 8      | 雍怡雅苑              | 大埔公路－元洲仔段 | 8        | 上李屋花園     | 大埔道             |
| 9      | 松濤閣                | 大埔公路－大埔滘段 | 9        | 爾登華庭       | 大埔道             |
| 10     | 南苑                  | 大埔公路－大埔滘段 | 10       | 郝德傑道       | 大埔道             |
| 11     | 荔枝坑                | 大埔公路－大埔滘段 | 11       | 石梨貝水塘     | 大埔公路－琵琶山段 |
| 12     | 松仔園                | 大埔公路－大埔滘段 | 12       | 九龍水塘       | 大埔公路－沙田嶺段 |
| 13     | 松仔園瞭望台          | 大埔公路－大埔滘段 | 13       | 大埔道眺望處   | 大埔公路－沙田嶺段 |
| 14     | 鹿茵山莊              | 大埔公路－大埔滘段 | 14       | 六合村         | 大埔公路－沙田嶺段 |
| 15     | 樟樹灘                | 大埔公路－大埔滘段 | 15       | 徑口路         | 大埔公路－沙田嶺段 |
| 16     | 大埔尾                | 大埔公路－大埔滘段 | 16       | 沙田花園       | 大埔公路－沙田嶺段 |
| 17     | 赤泥坪                | 大埔公路－馬料水段 | 17       | 大圍新村       | 青沙公路           |
| 18     | 中文大學              | 大埔公路－馬料水段 | 18       | 美林邨美桃樓   | 大埔公路－大圍段   |
| 19     | 崇基學院              | 大埔公路－馬料水段 | 19       | 銅鑼灣村       | 大埔公路－大圍段   |
| 20     | 麗坪路                | 大埔公路－馬料水段 | 20       | 希爾頓中心     | 沙田正街           |
| 21     | 九肚山路              | 大埔公路－馬料水段 | 21       | 沙田市中心     | 沙田市中心巴士總站 |
| 22     | 禾輋邨                | 源禾路             | 22       | 瀝源邨         | 源禾路             |
| 23     | 瀝源邨                | 源禾路             | 23       | 禾輋邨         | 源禾路             |
| 24     | 沙田大會堂            | 担杆莆街           | 24       | 落路下         | 大埔公路－沙田段   |
| 25     | 帝都酒店              | 白鶴汀街           | 25       | 九肚山路       | 大埔公路－馬料水段 |
| 26     | 沙田嶺路              | 大埔公路－沙田嶺段 | 26       | 海恬閣         | 大埔公路－馬料水段 |
| 27     | 沙田花園              | 大埔公路－沙田嶺段 | 27       | 麗坪路         | 大埔公路－馬料水段 |
| 28     | 徑口路                | 大埔公路－沙田嶺段 | 28       | 崇基學院       | 大埔公路－馬料水段 |
| 29     | 六合村                | 大埔公路－沙田嶺段 | 29       | 赤泥坪         | 大埔公路－馬料水段 |
| 30     | 大埔道眺望處          | 大埔公路－沙田嶺段 | 30       | 大埔尾         | 大埔公路－大埔滘段 |
| 31     | 九龍水塘              | 大埔公路－沙田嶺段 | 31       | 樟樹灘         | 大埔公路－大埔滘段 |
| 32     | 石梨貝水塘            | 大埔公路－琵琶山段 | 32       | 鹿茵山莊       | 大埔公路－大埔滘段 |
| 33     | 郝德傑道              | 大埔道             | 33       | 大埔滘公園     | 大埔公路－大埔滘段 |
| 34     | 爾登華庭              | 大埔道             | 34       | 松仔園         | 大埔公路－大埔滘段 |
| 35     | 美荷樓                | 大埔道             | 35       | 荔枝坑         | 大埔公路－大埔滘段 |
| 36     | 營盤街                | 元州街             | 36       | 翡翠花園       | 大埔公路－大埔滘段 |
| 37     | 永隆街                | 元州街             | 37       | 松濤閣         | 大埔公路－大埔滘段 |
| 38     | 元州商場              | 元州街             | 38       | 雍怡雅苑       | 大埔公路—元洲仔段  |
| 39     | 長沙灣徑              | 長沙灣道           | 39       | 廣福邨         | 大埔公路—元洲仔段  |
| 40     | 長荔街                | 長沙灣道           | 40       | 廣福道轉車站   | 廣福道轉車站       |
| 41     | 長沙灣巴士總站        | 長沙灣巴士總站     | 41       | 安祥路         | 安祥路             |
|        |                       |                    | 42       | 安慈路         | 汀角路             |
| 43     | 太和邨                | 大埔太和路         |          |                |                    |
| 44     | 太和巴士總站          | 太和巴士總站       |          |                |                    |

## 客量
本線是大埔區唯一來往深水埗區的全日巴士路線，雖然本線取道較迂迴的大埔公路且班次亦不頻密，但客量卻很穩定，而且乘坐本線來往沙田市中心及長沙灣取道沙田嶺段之大埔公路，較取道獅子山隧道並途經石硤尾的86線快捷，假日不少市民前往大埔公路郊遊熱點，例如金山郊野公園、九龍水塘、石梨貝水塘、大埔滘自然保護區及鄰近的城門郊野公園郊遊和觀賞猴子，即使本線收費較貴，仍然深受乘客歡迎。
後來，九巴先後開辦了更多途經青沙公路的路線，其中包括272E線，而因該線能更快到達深水埗區，不用繞經大埔公路及沙田市中心，故繁忙時間部份客量流失至該線，但因本線途經沙田市中心，且有來自沙田區及大埔區的流水客，加上272E線只限繁忙時間服務，所以本線仍有一定的客量保證。在上學期間，大埔公路大埔段的載客率高。
根據歷年巴士路線發展計劃及相關文件中的資料顯示，此路線載客率如下：
- 2017年：最繁忙一小時平均載客率為91%，而非繁忙時段的平均載客率為34%。
- 2018年：最繁忙一小時內的載客率為64%。

## 外部連結
- 九巴72線官方網站路線資料 （页面存档备份，存于）
- 72線路線資料表介紹 （页面存档备份，存于）
- 72線路線資料表[Facebook]介紹 （页面存档备份，存于）
- 香港巴士大典上的相关条目：九巴72線